# Eiður Sigurbjörnsson
Eiður Aron Sigurbjörnsson, född 26 februari 1990 på Vestmannaeyjar, är en isländsk fotbollsspelare (försvarare) som spelar för ÍBV.

## Klubbkarriär
Sigurbjörnsson debuterade för ÍBV i isländska andradivisionen den 16 september 2008. Han blev under sin tid i ÍBV utnämnd till isländska ligans bästa försvarare. Han spelade totalt 54 ligamatcher och gjorde tre mål.
Han värvades 2011 av Örebro SK från isländska ÍBV. Han debuterade för Örebro den 7 augusti 2011 i en 4–0-vinst över BK Häcken.
Inför säsongen 2021 återvände Sigurbjörnsson till ÍBV, där han skrev på ett treårskontrakt. I december 2022 förlängde Sigurbjörnsson sitt kontrakt fram över säsongen 2025.

## Landslagskarriär
Sigurbjörnsson spelade under 2011 tre landskamper för Islands futsallandslag. Mellan 2011 och 2012 spelade han även sju landskamper för Islands U21-landslag.
Sigurbjörnsson debuterade för Islands landslag den 11 januari 2019 i en 2–2-match mot Sverige.